# Утраченные иллюзии (Асафьев)
«Утраченные иллюзии» — балет Бориса Асафьева в трёх актах тринадцати картинах. Либретто Владимира Дмитриева по мотивам романа О. Бальзака «Утраченные иллюзии».

## История создания
В эпоху «драмбалета» актуальными становились сюжеты, заимствованные из произведений мировой классической литературы. Но все писатели, как и деятели искусства вообще, были поделены на «благонадёжных» и «неблагонадёжных». Бальзак оказался вполне «благонадёжным» — его неприятие мещанства, власти денег и буржуазии как типа личности, отвечало стратегической линии советского искусства. Поэтому, когда известный театральный художник Владимир Дмитриев предложил дирекции Ленинградского театра оперы и балета имени С. М. Кирова либретто балета по роману «Утраченные иллюзии», возражений не возникло.
Тонкий стилист, тяготевший к романтизму, Дмитриев, в своём либретто подготовил почву для танцев по традиционному рецепту — журналист Люсьен стал балетным композитором, а героини романа — драматические актрисы превратились в балерин Парижской оперы. Конечно, не забыл либреттист и про тлетворное влияние буржуазной среды на неустойчивого героя, отметив, что в своем творчестве он скатился до «банальности и формализма». Но, в то же время, Дмитриев в насыщенном и многолюдном пространстве балета создал изящный «театр в театре» — он внедрил в хореографическую ткань спектакля два маленьких стилизованных романтических балета (на музыку Люсьена и в постановке «Парижской оперы»), которые могли бы отразить накал борьбы двух великих балерин-соперниц XIX века — Марии Тальони и Фанни Эльслер.

## Действующие лица
- Корали, балерина «Гранд-Опера»
- Флорина, балерина «Гранд-Опера»
- Камюзо, банкир, покровитель Корали
- Герцог, покровитель Флорины
- Люсьен, молодой композитор
- Директор «Гранд-Опера»
- Балетмейстер театра
- Премьер, итальянский танцовщик
- Режиссёры театра. Щеголи. Дирижёр театра. Жюли. Танцовщицы, изображающие богинь: Венеру, Диану, Афродиту. Товарищи Люсьена: поэт Пьер, художник, скульптор. Берениса, служанка Коралл, Король клаки. Щеголи, балетоманы, клакеры, журналисты, артисты и артистки балета.

Действие происходит в Париже в 30-е годы XIX века

## Сценическая жизнь

### Ленинградский театр оперы и балета имени С. М. Кирова
Премьера прошла 3 января 1936 года
Балетмейстер-постановщик Ростислав Захаров, художник-постановщик Владимир Дмитриев, дирижёр-постановщик Евгений Мравинский
Действующие лица
- Корали — Галина Уланова, (затем Наталия Дудинская)
- Флорина — Татьяна Вечеслова
- Камюзо — Леонид Леонтьев
- Герцог — Михаил Михайлов, (затем Сергей Корень)
- Люсьен — Константин Сергеев, (затем Борис Шавров)

### Постановки в других городах России
- 1936 — Свердловский театр оперы и балета, балетмейстер-постановщик Леонид Якобсон